# Hugo de Jonge
Hugo Mattheüs de Jonge (Bruinisse, 26 september 1977) is een Nederlands politicus. Hij is lid van het CDA. Per 6 juni 2025 is hij benoemd tot commissaris van de Koning in Zeeland, een functie die hij sinds september 2024 al waarnam.
Hij was van 2017 tot 2022 vicepremier en minister van Volksgezondheid, Welzijn en Sport, waarbij De Jonge verantwoordelijk was voor de bestrijding van de coronauitbraak in Nederland. Daarna was hij van 2022 tot 2024 minister voor Volkshuisvesting en Ruimtelijke Ordening en van 2023 tot 2024 ook minister van Binnenlandse Zaken en Koninkrijksrelaties.

## Jeugd en opleiding
De Jonge werd geboren in het Zeeuwse Bruinisse. Zijn vader was daar predikant van de Hervormde Kerk en zijn moeder was verpleegkundige. Voor het predikantschap verhuisde het gezin toen De Jonge twee jaar oud was naar Alphen aan den Rijn en vijf jaar later naar Zaamslag. De Jonge haalde in 1995 zijn havo-diploma (Oud-Beijerland) waarna hij de opleiding tot leraar in het basisonderwijs volgde aan de Ichthus Hogeschool in Rotterdam. Hij behaalde daarna aan de Octaaf P.C. Academie voor Schoolmanagement in Zwolle het diploma Schoolleider Primair Onderwijs.

## Vroege loopbaan
In 1999 werd De Jonge leerkracht bij de christelijke basisschool "de Akker". Een jaar later werd hij adjunct-directeur bij de Da Costa School. In 2004 werd hij op voorspraak van  voormalig Tweede Kamerlid Jan de Vries beleidsmedewerker Onderwijs van de Tweede Kamerfractie van het CDA. In 2006 werd De Jonge politiek assistent van minister van Onderwijs, Cultuur en Wetenschap Maria van der Hoeven en daarna van staatssecretaris Marja van Bijsterveldt op hetzelfde ministerie. Tussendoor was hij ook nog waarnemend politiek assistent van minister-president Jan Peter Balkenende in 2008. Vervolgens was hij tot 2010 lid van het managementteam van directie Voortgezet Onderwijs op het ministerie, waar hij Projectleider Taskforce Gratis Schoolboeken en Programmamanager Kwaliteitsagenda Voortgezet Onderwijs was.

## Wethouder van Rotterdam

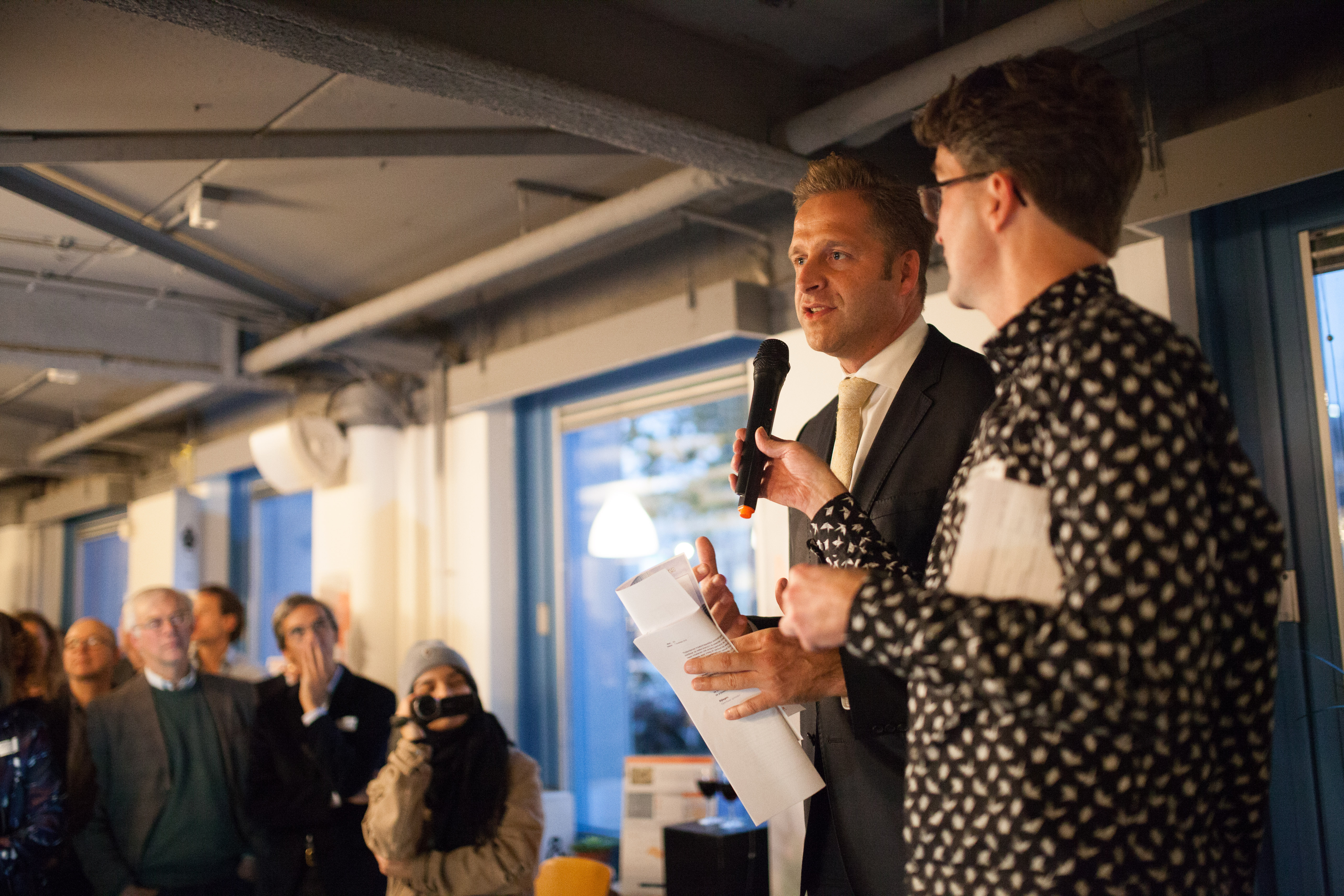
Wethouder Hugo de Jonge bij de lancering van een platform voor maatschappelijke initiatieven.

In 2010 werd De Jonge benoemd tot wethouder van Onderwijs, Jeugd en Gezin in Rotterdam. De Jonge pleitte in 2013 bij Knevel & Van den Brink na een stapeling van problemen bij de Islamitische Scholengemeenschap Ibn Ghaldoun voor sluiting, maar had daarvoor niet de wettelijke mogelijkheden. Tijdens het CDA-kabinetsformatiecongres 2010 stemde De Jonge voor regeren met de PVV.
In 2014 werd hij opnieuw geïnstalleerd als wethouder met de portefeuille zorg. Datzelfde jaar werd De Jonge uitgeroepen tot Rotterdams politicus van het jaar.
Als wethouder pleitte De Jonge voor de landelijke mogelijkheid tot verplichte anticonceptie voor ouders die (op dat moment) niet in staat zijn tot verantwoord ouderschap. In Rotterdam begon De Jonge gelijktijdig met een programma om ouders hiervan vrijwillig te overtuigen.  Bij zijn afscheid van de Rotterdamse politiek in oktober 2017 ontving hij de Wolfert van Borselenpenning.

## Vicepremier en minister van VWS
De Jonge werd in 2017 minister van Volksgezondheid, Welzijn en Sport en vicepremier in het kabinet-Rutte III.

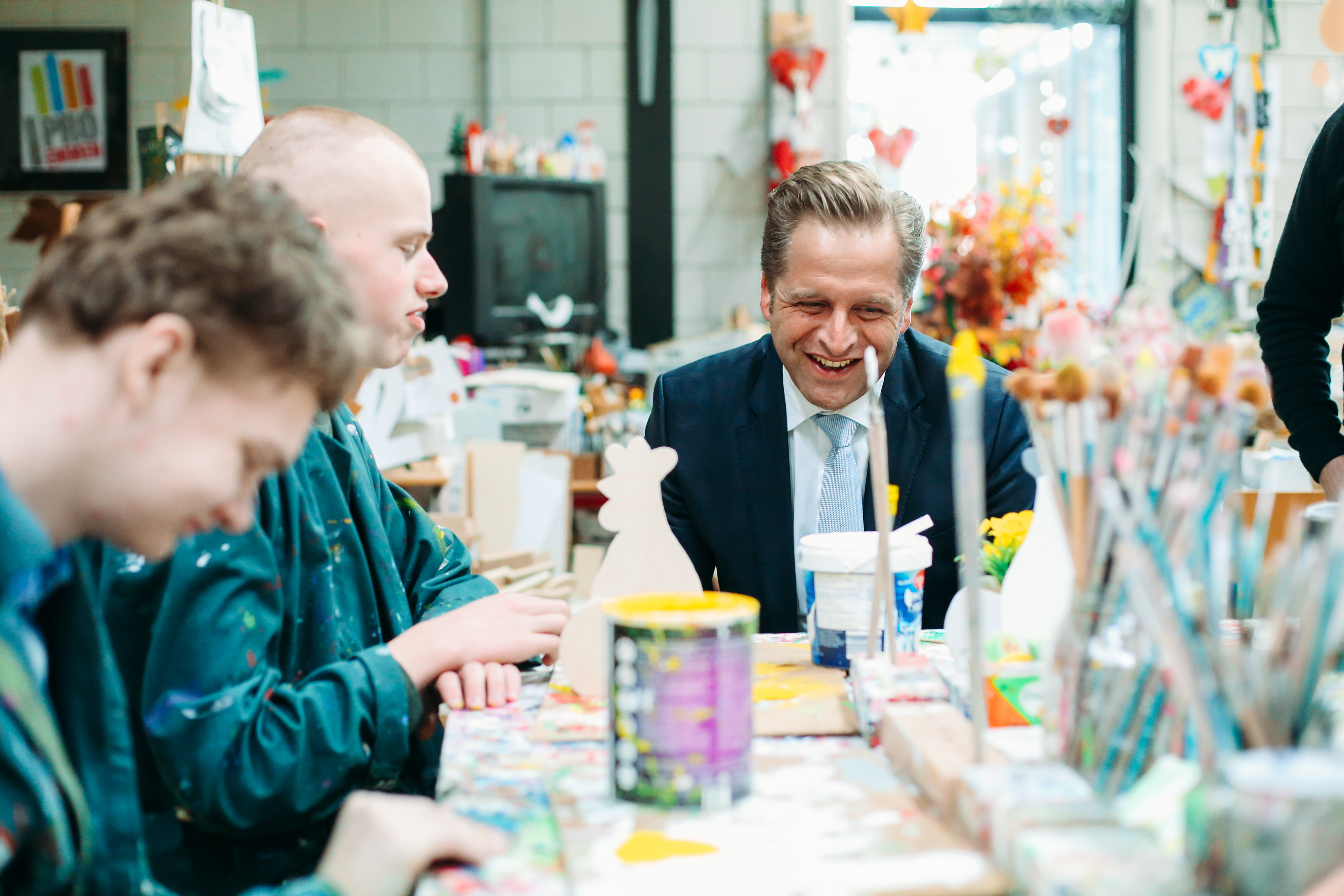
Hugo de Jonge tijdens een werkbezoek aan Emmen in 2018.

Bij zijn aantreden koos De Jonge ouderenzorg als belangrijkste thema, waarvoor in het regeerakkoord ook twee miljard euro vrijgemaakt was. De Jonge noemde de marktwerking in de zorg doorgeschoten en pleitte voor "minder markt en meer samenwerking".
Als minister stond De Jonge bekend om het afleggen van veel werkbezoeken, het liefst minimaal twee per week. Hij focuste zich minder op wetgevingstrajecten, maar kwam met diverse actieprogramma's zoals "Eén tegen Eenzaamheid", "Kansrijke Start" en "Werken in de Zorg". De Jonge zocht regelmatig de publiciteit op om aandacht te vragen voor onderwerpen uit de actieprogramma's. Vanwege het opzoeken van de publiciteit kreeg de Jonge tijdens zijn ministerschap regelmatig het verwijt vooral bezig te zijn met profileren.
Aanvankelijk had De Jonge slechts een ondersteunende rol bij de bestrijding van de uitbraak van het SARS-CoV-2 virus in Nederland wat onder leiding stond van minister voor Medische Zorg Bruno Bruins. Bruins zakte echter vlak na de uitbraak in Nederland tijdens een debat op 18 maart 2020 in elkaar en stapte op als minister. De Jonge kreeg vervolgens de verantwoordelijkheid voor de bestrijding van het virus.
Als minister verantwoordelijk voor de coronabestrijding gaf hij regelmatig met Rutte persconferenties. De Jonge was ook verantwoordelijk voor het invoeren van het coronatoegangsbewijs, waarbij men alleen toegang had tot sommige activiteiten als men gevaccineerd, getest of recentelijk genezen was. De Jonge verdedigde ook de invoering van een strengere variant (zogenaamde 2G), waarbij alleen met test of vaccinatie gold, maar dit werd later ingetrokken bij gebrek aan steun in de Tweede Kamer.
In 2020 liet De Jonge zijn ministerie contact leggen met Sywert van Lienden (tevens partijgenoot), die beweerde "om niet" mondkapjes te kunnen leveren. Uiteindelijk sloot minister voor Medische Zorg Martin van Rijn een mondkapjesdeal, waarop Van Lienden en zijn partners miljoenenwinst maakte. Dit leidde tot de mondkapjesaffaire. De Jonge had aanvankelijk ontkend betrokken te zijn bij de deal, maar in 2022 bleek dat hij ze wel in contact gebracht had.

## Partijleider van het CDA
Al vanaf het aantreden van De Jonge werden hij en collega-minister Wopke Hoekstra gezien als kroonprinsen binnen de partij, de vermoedelijke opvolgers van partijleider Sybrand van Haersma Buma. Nadat Van Haersma Buma opstapte en er een lijsttrekkersverkiezing werd georganiseerd, stelde De Jonge zich hiervoor op 18 juni 2020 kandidaat. Hoekstra zag af van deelname, waardoor De Jonge het opnam tegen Mona Keijzer, Martijn van Helvert en Pieter Omtzigt. De eerste ronde won De Jonge met 48,7%, waarna hij samen met Omtzigt door naar de volgende ronde ging. Ook de tweede ronde won De Jonge met een nipte 50,7% van de stemmen. Vanwege technische mankementen en het nipte verschil bleef er binnen de partij echter twijfel over de betrouwbaarheid van de uitslag.
Na de lijsttrekkersverkiezing begon een fluistercampagne, door onder meer sponsoren, tegen De Jonge. Een evaluatiecommissie na de Tweede Kamerverkiezingen van 2021 onder leiding van Liesbeth Spies schreef over deze periode dat '[De Jonge] door sommigen niet geaccepteerd werd, de peilingen tegenvielen en de fondsenwerving achterbleef'. Op 10 december 2020 legde De Jonge het lijsttrekkersschap neer. Hij ontkende dat gedaan te hebben onder druk, en deed het naar eigen zeggen omdat het ministerschap verantwoordelijk voor coronabestrijding niet te combineren bleek met het lijsttrekkerschap. De Jonge zag ook af van een andere plek op de kandidatenlijst. Na het opstappen werd Hoekstra aangewezen als lijsttrekker door het partijbestuur.

## Minister voor VRO en minister van BZK
Op 10 januari 2022 werd De Jonge minister voor Volkshuisvesting en Ruimtelijke Ordening in het kabinet-Rutte IV. Op 5 september 2023 werd De Jonge ook demissionair minister van Binnenlandse Zaken en Koninkrijksrelaties. Beide ministerschappen eindigden op 2 juli 2024, toen het kabinet-Schoof aantrad.

## (waarnemend) Commissaris van de Koning in Zeeland
In augustus 2024 hebben Provinciale Staten van Zeeland respectievelijk de minister van Binnenlandse Zaken en Koninkrijksrelaties De Jonge voorgedragen als waarnemend commissaris van de Koning in deze provincie. Deze voordracht is door de ministerraad overgenomen en De Jonge is per 15 september 2024 bij koninklijk besluit benoemd.
Provinciale Staten van Zeeland droegen De Jonge op 5 juni 2025 voor als nieuwe, vaste commissaris van de Koning voor een periode van zes jaar. De ministerraad nam deze voordracht over en kon De Jonge middels koninklijk besluit benoemd worden per 1 juli 2025.

## Privéleven
De Jonge is lid van de Protestantse Kerk in Nederland, is getrouwd en heeft twee kinderen. Zijn oom is oud-burgemeester en oud-Tweede Kamerlid Aat de Jonge.